# 山梨県立医学専門学校 (旧制)
| 山梨県立医学専門学校 （山梨医専） | 山梨県立医学専門学校 （山梨医専） |
| --------------------------------- | --------------------------------- |
| 創立                              | 1944年                            |
| 所在地                            | 山梨県甲府市                      |
| 初代校長                          | 古屋清                            |
| 廃止                              | 1947年                            |
| 後身校                            | （なし）                          |
| 同窓会                            |                                   |

山梨県立医学専門学校 （やまなしけんりついがくせんもんがっこう） は、1944年 （昭和19年） に設立された公立の旧制医学専門学校。第二次世界大戦末期の空襲で校舎・設備を焼失し、1947年に廃校となった。
本項では、1945年に併設された山梨県立女子医学専門学校 （山梨女子医専） についても記述する。

## 概要
- 第二次世界大戦中に医師速成を目的として国策に合わせて設立された旧制医学専門学校 （医専） の一つ。
- 男性出征者の増加に鑑み、学校維持のため、1945年7月に山梨県立女子医学専門学校が併設された。
- 甲府空襲で校舎・附属医院を焼失し、県の財政状況から復興もかなわず、1947年1月にB級判定 （廃校決定） となった （医専の A級・B級判定については、旧制医学専門学校を参照）。
- 在校生は他校へ編入されたほか、1947年5月に特例で設置された旧制山梨県立高等学校 （戦後特設高等学校） に収容された。

## 沿革

### 山梨県立医学専門学校
- 1943年12月2日： 山梨県職員会議で医専設立準備。
- 1943年12月21日： 文部省に医専設置認可申請。
- 1944年1月10日： 臨時県会にて設立可決。同日、文部省により山梨県立医学専門学校設置認可。
  - 多湖知事は県立医専の設置理由として、(1) 国家的要請　(2) 県内無医村 （45%） の解消　(3) 地方病 (日本住血吸虫症)撲滅　の3点を掲げた。
  - 創設費のうち 60万円は貴族院議員 河西豊太郎からの寄附による。
- 1944年1月17日： 甲府市議会、市立甲府商業校舎・敷地の寄附決議。
- 1944年1月20日： 山梨県立医学専門学校学則公布 （山梨県令第2号）。
  - 本科修業年限4年、学年定員120名 （男子校）。
- 1944年3月5日： 山梨県病院、医専附属医院となる （4月24日改称）。
- 1944年4月9日： 第1回入学。翌10日、開校式。
- 1944年11月15日： 甲府市立愛宕病院・同 甲府病院、附属医院分院となる。
- 1945年7月6日： 空襲で校舎・附属医院全焼。
- 1945年8月17日： 県立盲唖学校 （甲府市日向町） の一部を医専附属医院日向町分院とする。
- 1945年8月22日： 県立農蚕学校 （東八代郡石和町） に移転。
- 1946年： 文部省より生徒募集停止通告。
- 1946年4月： 県知事の陳情により、女子医専と合計で 30名のみ募集許可。
- 1946年5月： 甲府市内の旧軍施設 （古府中町、旧六三部隊跡） に移転。
- 1946年7月： 28名入学許可 （のちに女子医専と合計で 14名補欠合格）。
- 1947年1月29日： B級医専と判定され、廃止決定。
  - GHQ/SCAPが、山梨県の財政規模では復興・運営は無理、と判断したため。

### 山梨県立女子医学専門学校
- 1944年11月： 山梨県通常県会にて開校決定 （1945年4月開校予定）。
  - 校舎・教員は山梨県立医学専門学校と共用。
- 1945年3月： 入学試験実施、定員80名に対し 90名合格。
- 1945年7月5日： 入学式・開校式。
- 1945年7月6日： 空襲で校舎全焼。

以下、山梨医専と共通の事項は省略する。
- 1946年7月： 2名入学許可 （のちに医専と合計で 14名補欠合格）。
- 1947年1月29日： B級医専と判定され、廃止決定。
  - 女子医専在校生の大半は医学を断念した。

### 後史
- 1947年2月： 山梨県定例県会、県立医科大学設立予算を可決。
  - 県内旧制高等教育機関による新制山梨大学設置運動の陰で立ち消えに。
- 1947年5月1日： 旧制山梨県立高等学校 （戦後特設高等学校） 設置。
  - 医専・女子医専の在校生のうち他校へ転入できない者の救済目的で設置。
- 1947年5月： 医専附属医院、医専の廃止により山梨県病院に復称 （以後の歴史は山梨県立中央病院を参照）。
- 1947年12月： 工専・師範・青師・県立高校の 4校会合。
  - 4校合同で新制総合大学設立をめざした。山梨大学設置 （1949年5月）までに、県立高校は新制大学移行を断念した。秦郁彦によれば、旧制山梨県立高等学校の設備は新制山梨大学に移管されたという。

## 歴代校長
山梨県立医学専門学校
- 初代： 古屋清 （1944年2月 - 1947年）
  - 山梨県病院長

## 校地
校舎
山梨県立医学専門学校の開校時は、甲府市青沼にあった市立甲府商業学校 （現・甲府市立甲府商業高等学校） の校舎を使用した。翌1945年開校の山梨県立女子医学専門学校も同校地を使用したが、開校式翌日の甲府空襲で校舎は全焼した。第二次世界大戦終戦後は医専・女子医専ともに、県内東八代郡石和町 （現・笛吹市） の山梨県立農蚕学校 （現・山梨県立石和高等学校） に間借りしたが、1946年5月には甲府市古府中町 （現・北新） の旧陸軍六三部隊兵舎に移転し、廃校まで使用した。
旧青沼校地は 1946年6月に山梨県から市立甲府商業学校に返還された。現在、跡地は甲府市総合市民会館となっている。
附属医院
甲府錦町 （現・甲府市中央1丁目） にあった山梨県病院 （1876年創立） を医専附属医院とした。附属医院は 1945年7月の空襲で全焼した。

## 関連書籍
- 『山梨県史 : 通史編6 : 近現代2』　山梨県、2006年3月、319頁-321頁。
- 甲府市市史編さん委員会（編）　『甲府市史 : 通史編第4巻 : 現代』　甲府市、1993年3月。
- 甲府市市史編さん委員会（編）　『甲府市史 : 別編IV : 年表・索引』　甲府市、1993年3月。
- 『山梨県教育百年史 : 第2巻 : 大正・昭和前期編』　山梨県教育委員会、1978年3月、1143頁 - 。
- 秦郁彦　『旧制高校物語』　文春新書（文藝春秋刊）、2003年12月、221頁-227頁。ISBN 4166603558